# Killearn

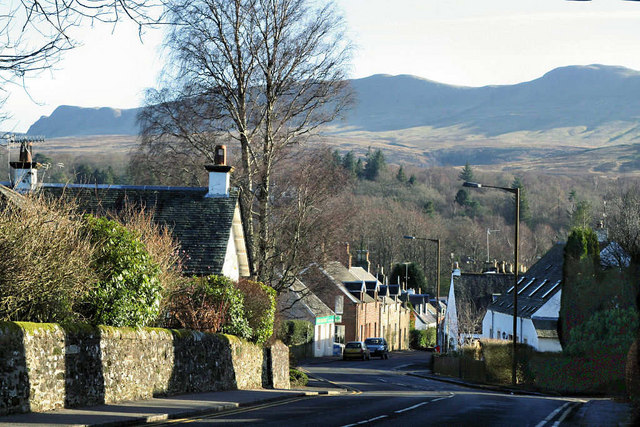
Główna ulica w Killearn

Killearn (w szkockim Gaelic: Cill Earnain) – wieś w hrabstwie Stirling w centralnej Szkocji, licząca około 1700 mieszkańców (2011). Wioska znajduje się ok. 29 km na północ od Glasgow i 14,5 km od Loch Lomond. Tuż za wioską mieści się destylarnia Glengoyne.
Killearn To również miejsce narodzin humanisty i nauczyciela, George’a Buchanana (1506-1582). Buchanan uczył się w tutejszej szkole, następnie w St Andrews i w Paryżu, dzięki czemu stał się lingwistą w Łacinie i Grece, (plus francuski, ojczysty szkocki i Gaelic). W Bordeaux został profesorem łaciny, poświęcił się także pracy literackiej, m.in. tłumaczył tragedie greckie na łacinę.